# Avtohtonistična teorija
Avtohtonistična teorija je v zgodovinski vedi teorija, ki želi dokazati daljšo prisotnost neke jezikovne ali etnične skupine na geografsko določenem prostoru.
Splošno uveljavljeno je mnenje, da so se mnoge narodnostne skupine v Evropi preseljevale še v zgodnjem srednjem veku. Teorije, ki za kakšno skupino želijo dokazati nasprotno, se imenujejo avtohtonistične. Težko rečemo, katere teorije spadajo v to skupino, saj med avtohtonistične znanost že v osnovi ne uvršča splošno sprejetih teorij.
Med avtohtonistične teorije sodita na primer venetska teorija in teorija paleolitske kontinuitete.